# رابطة كرة القدم اليابانية 1994
رابطة كرة القدم اليابانية 1994 (باليابانية: 第3回ジャパンフットボールリーグ) هو الموسم 3 من الدوري الياباني لكرة القدم ‏. أشرف على تنظيمه رابطة كرة القدم اليابانية ‏، وكان عدد الأندية المشاركة فيه 16، وفاز فيه سيريزو أوساكا.